# Anthurium andraeanum
Anthurium andraeanum este o specie de plantă cu flori din familia Araceae, originară din Columbia și Ecuador. Este o câștigătoare a premiului Award of Garden Merit al Royal Horticultural Society⁠(d).

## Nume
Printre denumirile comune ale plantelor din genul Anthurium⁠(d) se numără floarea flamingo și floarea cozii. Numele său provine din cuvintele grecești anthos, care înseamnă floare, și oura, care înseamnă coadă, referindu-se la spadix.

## Descriere

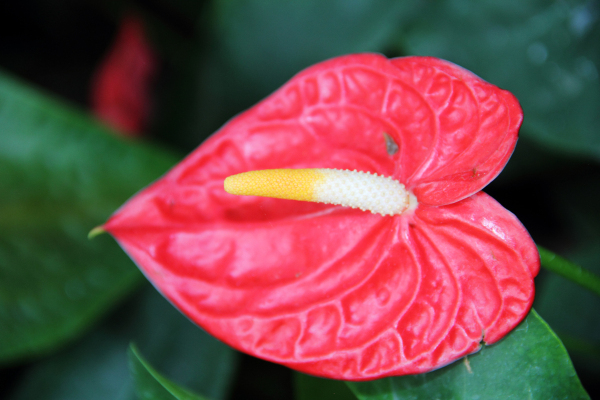
Spata de aproape

Este o plantă perenă monocotiledonată, care preferă climatele calde, umbroase și umede, cum ar fi pădurile tropicale. Cea mai caracteristică trăsătură ornamentală a plantei este frunza-spata⁠(d) viu colorată și inflorescența proeminentă numită spadix.
Este o plantă scurtă, erectă, cu frunze întregi, cardioide sau în formă de inimă, în general reflexe, cu baza cordată, apexul acuminat sau cuspid, care sunt purtate de un pețiol cilindric lung de 30–40 cm.
Spata este cartilaginoasă, viu colorată (roșu, roz) și are o lungime de 8–15 cm, cu excepția inflorescenței (spadicele), care are o lungime de 7–9 cm, seamănă cu un sfeșnic, este de culoare albă sau galbenă, este erectă și poartă multe flori mici hermafrodite⁠(d). Acestea includ un periant cu patru segmente și stamine cu o plasă comprimată. Înflorirea se întinde pe tot parcursul anului.
Fructul este o boabă cărnoasă.

## Distribuție
Originar din Ecuador și sud-vestul Columbiei, este naturalizată și în alte părți ale lumii. Se găsește în Caraibe și Réunion. Este cultivată ca plantă ornamentală sub forma multor hibrizi sau soiuri horticole. Este folosită în mod obișnuit la realizarea buchetelor.

## Toxicitate
Întreaga plantă este toxică. Ea conține saponine și cristale de oxalat de calciu, în ace fine, capabile să pătrundă în mucoase și să provoace iritații dureroase. Este toxică pentru toate mamiferele: un fragment purtat cu gura poate provoca iritații grave ale gurii și gâtului. Contactul cu un om provoacă eritem, bășici, iar dacă este ingerată, salivație, dificultăți la înghițire și vărsături.

## Galerie

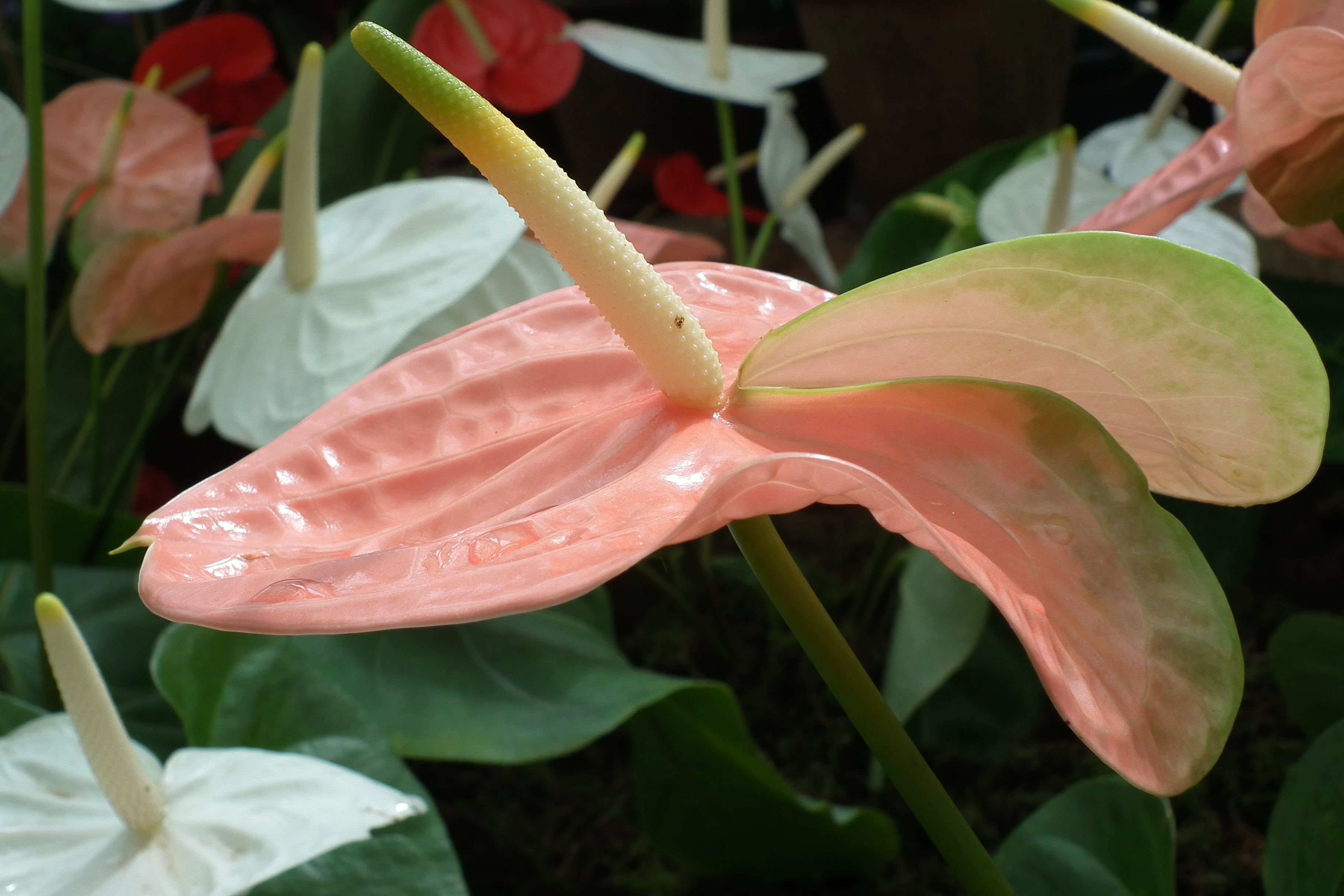
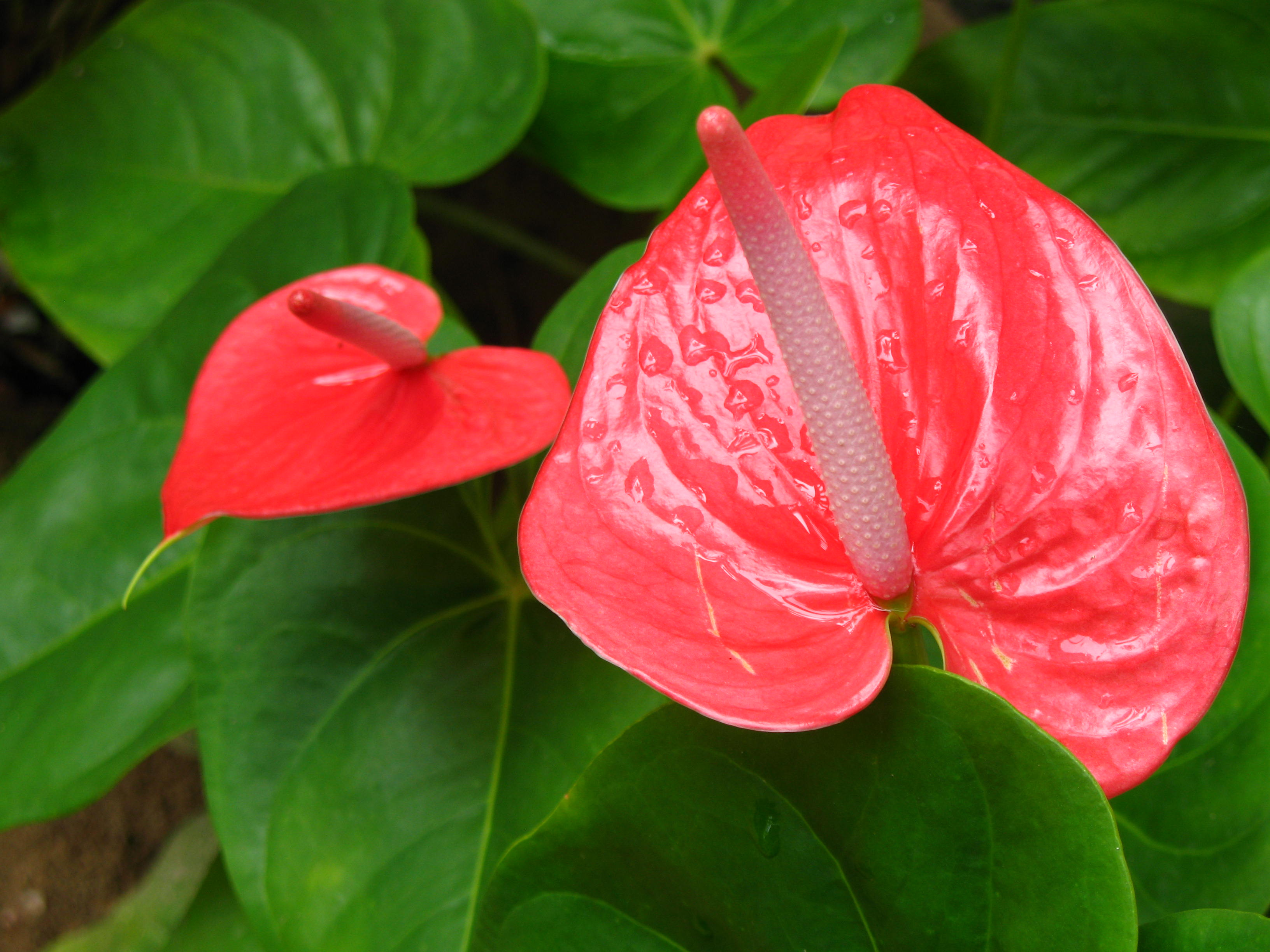
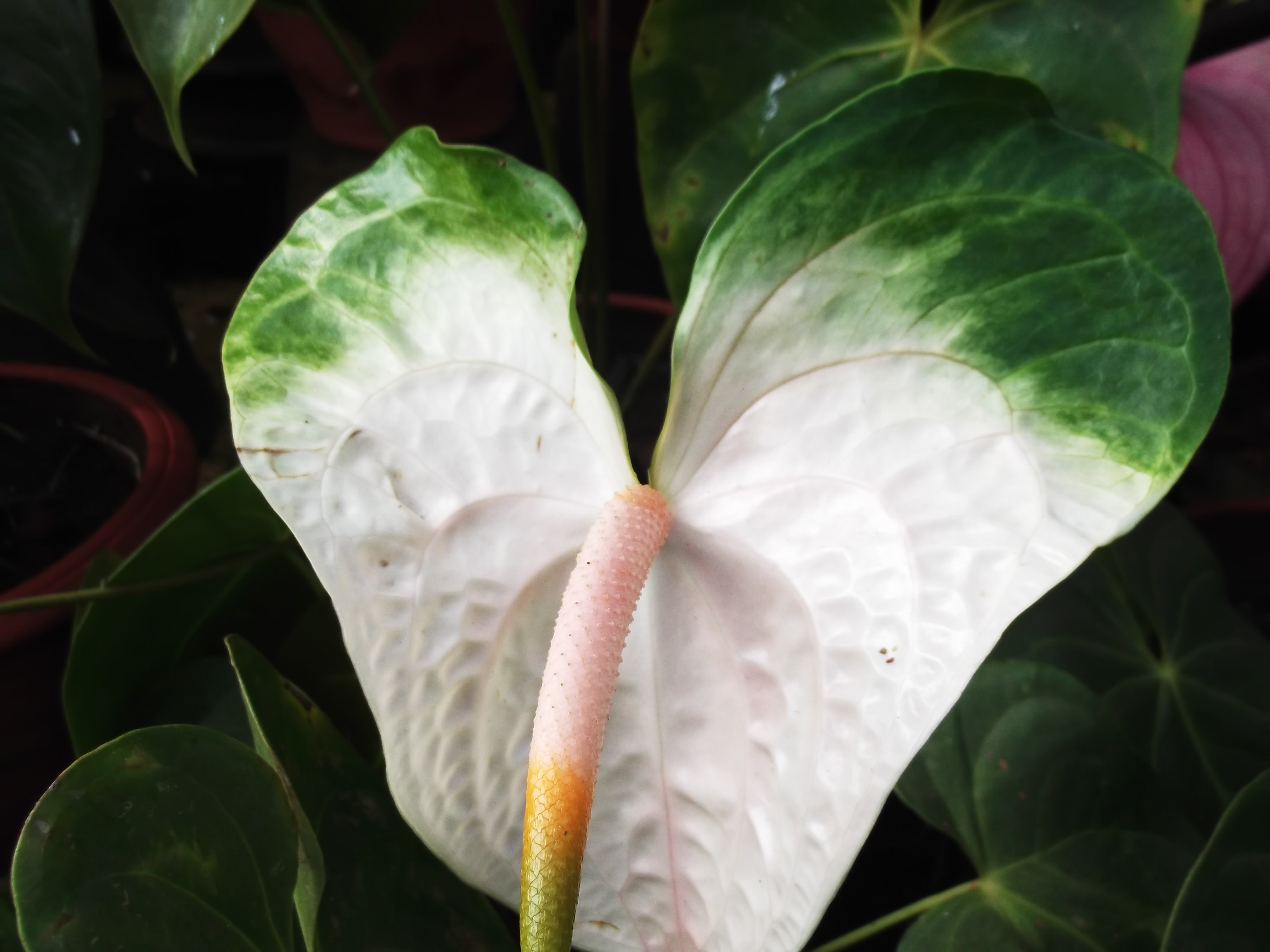
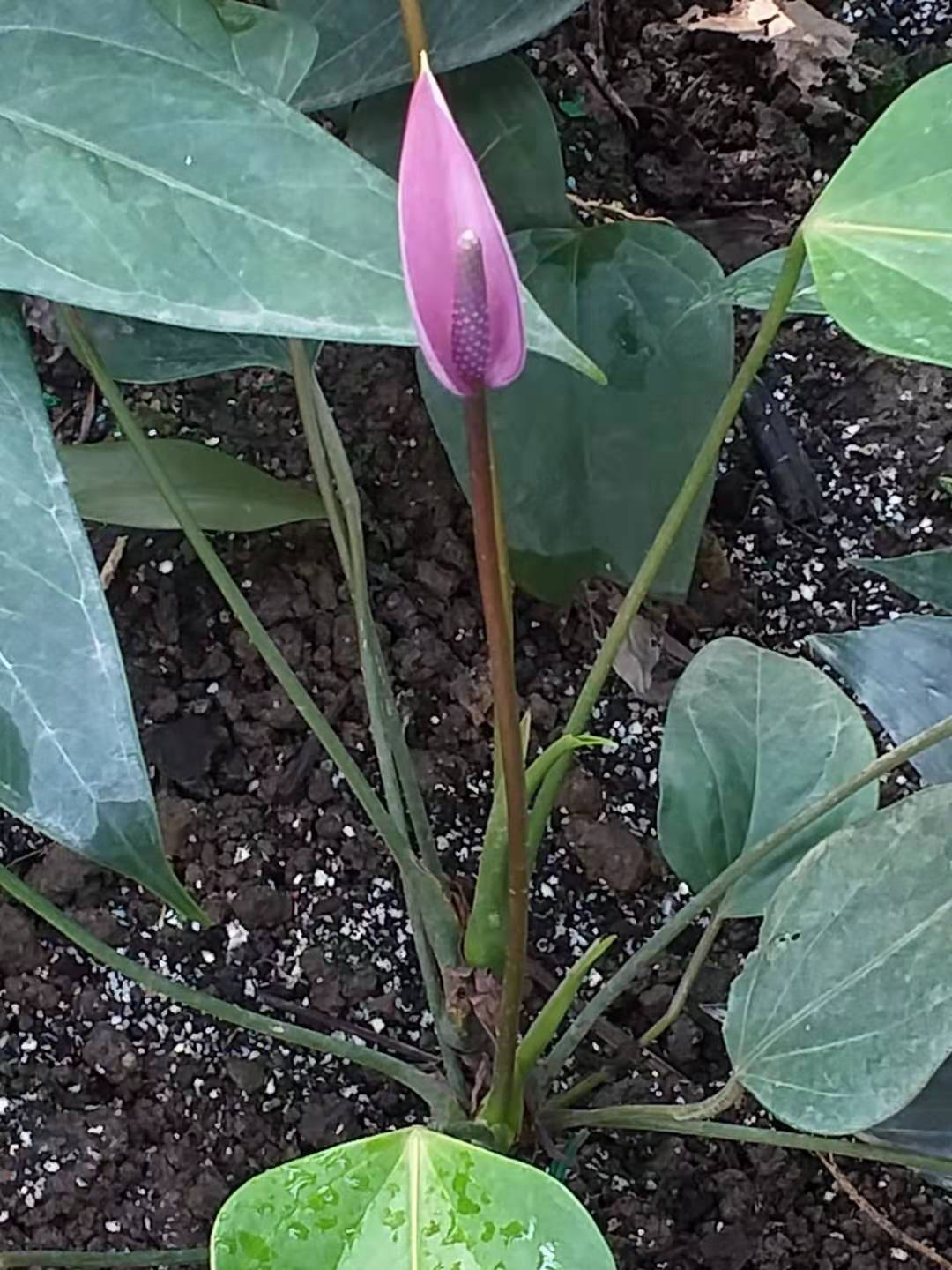
cv. „Previa”